# Ratusz w Löbau
Ratusz w Löbau – ratusz miejski zlokalizowany na rynku (Altmarkt) w niemieckim mieście Löbau na Górnych Łużycach (Saksonia). 

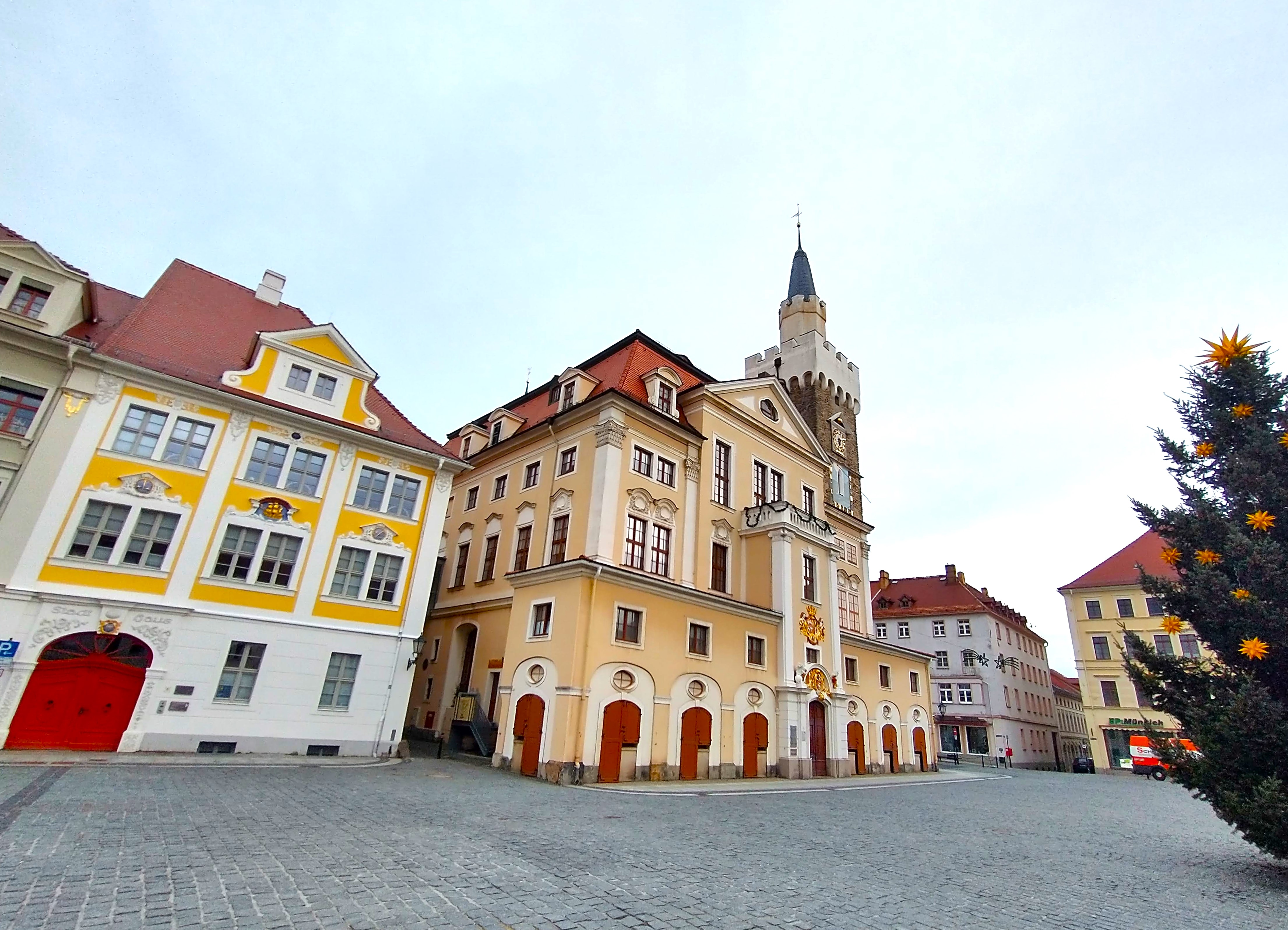
Ratusz i fragment rynku

Wolnostojący obiekt został wzniesiony na rynku w początku XIV wieku. Doznał poważnych uszkodzeń w trakcie pożarów miasta w latach 1570 i 1710. Po tym drugim pożarze z oryginalnej budowli przetrwała jedynie wieża (pierwotnie gotycka) oraz sklepienia piwnic. Przebudowa do obecnej, barokowej formy przebiegła w latach 1711-1714 (kierował nią żytawski mistrz budowniczy Prescher). W XIX wieku nadano obiektowi formę neogotycką. W tym stylu zrealizowano m.in. salę rady. W latach 1935–1936 dokonano zmian konstrukcyjnych. W dużym stopniu odtworzono wówczas gotycki kształt wieży i barokową fasadę. Ratusz pomalowano na czerwono z okazji 750. rocznicy jego powstania (1971). Kolejną renowację fasady przeprowadzono w 1992. Odtworzono wtedy pominięte wcześniej barokowe elementy dekoracyjne. 
Ratusz jest wyposażony w dwa zegary słoneczne. Zdobi je głowa Judyty i kule obrazujące fazy księżyca (najlepszą ich obserwację zapewnia stanie na tzw. kamieniu księżycowym wmurowanym w bruk rynku). Na portalu ratusza umieszczono podwójny herb polsko-saski oraz herb miejski.